# Chipoka
Chipoka – miasto na Malawi, w regionie Centralnym.